# Norman Lane
Norman Lane, né le 6 novembre 1919 à Toronto et mort le 6 août 2014, est un céiste canadien. 

## Carrière
Norman Lane participe aux Jeux olympiques d'été de 1948 à Londres et remporte la médaille de bronze dans l'épreuve du C1-10000m.